# Władysław Grzędzielski
Władysław Grzedzielski est un diplomate, journaliste et publiciste polonais né le 21 octobre 1920 à Sandomierz et mort le 5 décembre 2007 à Varsovie. Il fut secrétaire général de la Commission nationale polonaise pour l'Unesco.